# 4EU+ universitetsalliance
4EU+ alliance (eller Den Europæiske Universitetsalliance 4EU+) består af seks brede, forskningstunge og offentlige europæiske universiteter: Karlsuniversitetet (Prag, Tjekkiet), Ruprecht-Karls-Universität Heidelberg (Heidelberg, Tyskland), Sorbonne University (Paris, Frankrig), Københavns Universitet (København, Danmark), Milano Universitet (Milano, Italien) og Warszawa Universitet (Warszawa, Polen).
Alliancen blev dannet i 2017 af Charles Universitet, Heidelberg Universitet, Sorbonne og Warszawa Universitet og formelt stiftet ved en fælles erklæring i Paris den 10. marts 2018. Milano Universitet og Københavns Universitet kom med i alliancen i slutningen af 2018. 
4EU+ institutionerne vil arbejde for at skabe en ny form for samarbejde inden for undervisning, forskning og administration, og samtidig etablere en infrastruktur, der gør det let at bringe studerende, forskere og administrative medarbejdere sammen. Alliancen bygger på en fælles vision for et europæisk universitet, der favner de faglige værdier, sikrer lige adgang til uddannelse og bidrager til at uddanne kommende generationer af åbne og kritisk tænkende borgere til at kunne håndtere og løse de globale udfordringer.
4EU+ universiteterne ligger i de fire europæiske subregioner  og i de fire makroregioner, som EU har udvalgt som forsøgsområder til at implementere makroregionale strategier på tværs af landegrænser (Adriaterhavet og det Joniske Hav, Alperegionen, Østersøregionen og Donauregionen).
Sammen med 53 andre universitetsgrupperinger indgav 4EU+ alliancen den 28. februar 2019 sin ansøgning til et Erasmus+ fondsopslag med titlen ’European Universities’. 

## Medlemmer
- Karlsuniversitetet (Prag, Tjekkiet)
- Ruprecht-Karls-Universität Heidelberg (Heidelberg, Tyskland)
- Sorbonne Universitet (Paris, Frankrig)
- Københavns Universitet (København, Danmark)
- Milano Universitet (Milano, Italien)
- Warszawa Universitet (Warszawa, Polen)

## Fakta og tal
De EU-medlemslande, hvor de seks institutioner er beliggende, strækker sig fra Middelhavet til Nordsøen og Østersøen. De dækker 39% af EU-området og uddanner 49% af de studerende i disse EU-lande.

### 4EU+ i tal
| Studerende                  | 286.940       |
| Videnskabelige medarbejdere | 23.680        |
| Øvrige medarbejdere         | 26.350        |
| Erasmus+ projekter          | 243           |
| Horizon 2020 bevillinger    | 368 mio. euro |
| ERC-projekter               | 115           |